# Lijst van voetbalinterlands Denemarken - IJsland
Deze lijst van voetbalinterlands is een overzicht van alle officiële voetbalwedstrijden tussen de nationale teams van Denemarken en IJsland. De landen speelden tot op heden 23 keer tegen elkaar, te beginnen met een vriendschappelijke wedstrijd, die werd gespeeld in Reykjavik op 17 juli 1946. Het laatste duel, een groepswedstrijd tijdens de UEFA Nations League 2020/21, vond plaats op 15 november 2020 in Kopenhagen.

## Wedstrijden
| №  | Plaats     | Datum             | Competitie                  | Wedstrijd            | Uitslag |
| -- | ---------- | ----------------- | --------------------------- | -------------------- | ------- |
| 1  | Reykjavik  | 17 juli 1946      | Vriendschappelijk           | IJsland – Denemarken | 0 – 3   |
| 2  | Aarhus     | 7 augustus 1949   | Vriendschappelijk           | Denemarken – IJsland | 5 – 1   |
| 3  | Kopenhagen | 9 augustus 1953   | Vriendschappelijk           | Denemarken – IJsland | 4 – 0   |
| 4  | Reykjavik  | 3 juli 1955       | Vriendschappelijk           | IJsland – Denemarken | 0 – 4   |
| 5  | Reykjavik  | 10 juli 1957      | Vriendschappelijk           | IJsland – Denemarken | 2 – 6   |
| 6  | Reykjavik  | 5 juli 1965       | Vriendschappelijk           | IJsland – Denemarken | 1 – 3   |
| 7  | Kopenhagen | 23 augustus 1967  | Vriendschappelijk           | Denemarken – IJsland | 14 – 2  |
| 8  | Reykjavik  | 7 juli 1970       | Vriendschappelijk           | IJsland – Denemarken | 0 – 0   |
| 9  | Reykjavik  | 3 juli 1972       | Vriendschappelijk           | IJsland – Denemarken | 2 – 5   |
| 10 | Aalborg    | 9 oktober 1974    | Vriendschappelijk           | Denemarken – IJsland | 2 – 1   |
| 11 | Reykjavik  | 28 juni 1978      | Vriendschappelijk           | IJsland – Denemarken | 0 – 0   |
| 12 | Kopenhagen | 26 augustus 1981  | Vriendschappelijk           | Denemarken – IJsland | 3 – 0   |
| 13 | Kopenhagen | 28 september 1988 | Vriendschappelijk           | Denemarken – IJsland | 1 – 0   |
| 14 | Reykjavik  | 4 september 1991  | Vriendschappelijk           | IJsland – Denemarken | 0 – 0   |
| 15 | Reykjavik  | 2 september 2000  | WK 2002 kwalificatie        | IJsland – Denemarken | 1 – 2   |
| 16 | Kopenhagen | 6 oktober 2001    | WK 2002 kwalificatie        | Denemarken – IJsland | 6 – 0   |
| 17 | Reykjavik  | 6 september 2006  | EK 2008 kwalificatie        | IJsland – Denemarken | 0 – 2   |
| 18 | Kopenhagen | 21 november 2007  | EK 2008 kwalificatie        | Denemarken – IJsland | 3 – 0   |
| 19 | Kopenhagen | 7 september 2010  | EK 2012 kwalificatie        | Denemarken – IJsland | 1 – 0   |
| 20 | Reykjavik  | 4 juni 2011       | EK 2012 kwalificatie        | IJsland – Denemarken | 0 – 2   |
| 21 | Herning    | 24 maart 2016     | Vriendschappelijk           | Denemarken – IJsland | 2 – 1   |
| 22 | Reykjavik  | 11 oktober 2020   | UEFA Nations League 2020/21 | IJsland – Denemarken | 0 – 3   |
| 23 | Kopenhagen | 15 november 2020  | UEFA Nations League 2020/21 | Denemarken – IJsland | 2 – 1   |

## Samenvatting
| Competitie          | Totaal gespeeld | Winst Denemarken | Gelijk | Winst IJsland | Doelsaldo Denemarken – IJsland |
| ------------------- | --------------- | ---------------- | ------ | ------------- | ------------------------------ |
| WK-kwalificatie     | 2               | 2                | 0      | 0             | 8 − 1                          |
| EK-kwalificatie     | 4               | 4                | 0      | 0             | 8 − 0                          |
| UEFA Nations League | 2               | 2                | 0      | 0             | 5 − 1                          |
| Vriendschappelijk   | 15              | 12               | 3      | 0             | 52 − 10                        |
| Totaal              | 23              | 20               | 3      | 0             | 73 − 12                        |

Wedstrijden bepaald door strafschoppen worden, in lijn met de FIFA, als een gelijkspel gerekend.

## Details

### Eerste ontmoeting
| Vriendschappelijk (scheidsrechter Thoralf Kristiansen, Reykjavik, 17 juli 1946): |              | |
| IJsland | 0 – 3        | Denemarken |
| | goals        | 5' Karl Hansen 72' Kaj Christiansen 74' Jørgen Sørensen                                                                                                  |
| Murdo McDougall Frederick Steele | bondscoach   | Selectiecommissie |
| Hermann Hermannsson 75' Sigurður Ólafsson Sæmundur Gíslason Brandur Brynjólfsson 4' Karl Guðmundsson Haukur Óskarsson Þórhallur Einarsson 24' Albert Guðmundsson Sveinn Helgason Jón Jónasson Ellert Sölvason | opstellingen | Ove Jensen Axel Petersen Knud Bastrup-Birk Knud Lundberg Leo Nielsen Ivan Jensen Jørgen Sørensen Karl Hansen Kaj Christiansen Aage Jensen Harald Lyngsaa |
| Hafsteinn Guðmundsson 4' Ottó Jónsson 24' Anton Sigurðsson 75' | wissels      | |
| - Eerste interland uit de geschiedenis voor IJsland. - Debuut van Hermann Hermannsson (Valur), Anton Sigurðsson (Víkingur), Sigurður Ólafsson (Valur), Sæmundur Gíslason (Fram Reykjavík), Brandur Brynjólfsson (Víkingur), Hafsteinn Guðmundsson (Valur), Karl Guðmundsson (Fram Reykjavík), Haukur Óskarsson (Víkingur), Þórhallur Einarsson (Fram Reykjavík), Ottó Jónsson (Fram Reykjavík), Albert Guðmundsson (Valur), Sveinn Helgason (Valur), Jón Jónasson (KR Reykjavík) en Ellert Sölvason (Valur) voor IJsland. - Debuut van Axel Petersen (KFUM København) en Leo Nielsen (BK Frem) voor Denemarken. |              | |

### Tweede ontmoeting
| Vriendschappelijk (Aarhus, Denemarken, 7 augustus 1949): |       |                         |
| Denemarken | 5 – 1 | IJsland                 |
| Knud Lundberg 3' Jens Hansen 35' Kai Frandsen 51' Jens Hansen 57' Frank Reckendorff 65' | goals | 79' Halldór Halldórsson |
| - Debuut van Jens Hansen (Esbjerg fB) voor Denemarken. - Debuut van Helgi Eysteinsson (Víkingur), Óli Jónsson (KR Reykjavík), Hörður Óskarsson (KR Reykjavík) en Halldór Halldórsson (Valur) voor IJsland. |       |                         |

### Derde ontmoeting
| Vriendschappelijk (Kopenhagen, Denemarken, 9 augustus 1953):                    |       |         |
| Denemarken                                                                      | 4 – 0 | IJsland |
| Holger Seebach 43' Holger Seebach 58' Holger Seebach 66' Erik Hansen 85' (pen.) | goals |         |

### Vierde ontmoeting
| Vriendschappelijk (Reykjavik, IJsland, 3 juli 1955): |       |                                                                     |
| IJsland | 0 – 4 | Denemarken                                                          |
| | goals | 30' Aage Jensen 37' Jens Hansen 50' Poul Pedersen 74' Poul Pedersen |
| - Debuut van Kristinn Gunnlaugsson (ÍA Akranes) voor IJsland. - Debuut van John Jørgensen (Skovshoved IF) en Ove Andersen (Brønshøj BK) voor Denemarken. |       |                                                                     |

### Vijfde ontmoeting
| Vriendschappelijk (Reykjavik, IJsland, 10 juli 1957):                              |       |                                                                                                  |
| IJsland                                                                            | 2 – 6 | Denemarken                                                                                       |
| Ríkharður Jónsson 4' Þórður Þórðarson 49'                                          | goals | 5' Egon Jensen 39' Poul Pedersen 41' Egon Jensen 52' Jens Hansen 73' Jens Hansen 80' Egon Jensen |
| - Debuut van Bjarke Gundlev (AGF Århus) en Peder Kjær (AGF Århus) voor Denemarken. |       |                                                                                                  |

### Achtste ontmoeting
| Vriendschappelijk (Reykjavik, IJsland, 7 juli 1970): |       |            |
| IJsland                                              | 0 – 0 | Denemarken |
|                                                      | goals |            |

### Elfde ontmoeting
| Vriendschappelijk (Reykjavik, IJsland, 28 juni 1978): |              | |
| IJsland | 0 – 0        | Denemarken |
| | goals        | |
| Yuriy Ilyichov | bondscoach   | Kurt Børge Nikolaj Nielsen |
| Árni Stefánsson Gísli Torfason Jóhannes Eðvaldsson Jón Pétursson Árni Sveinsson Karl Þórðarson 85' Janus Guðlaugsson Atli Eðvaldsson Guðmundur Þorbjörnsson Teitur Þórðarson Pétur Pétursson | opstellingen | Ole Kjær 50' John Hansen Henning Jensen Per Røntved Søren Lerby Niels Tune Jens Jørn Bertelsen Frank Arnesen 60' Benny Nielsen Henrik Agerbeck Preben Elkjær Larsen |
| Hörður Hilmarsson 85' | wissels      | 50' John Andersen 60' Lars Lundkvist |
| | gele kaarten | ??' Preben Elkjær Larsen |
| - Debuut van Pétur Pétursson (IA Akraness) voor IJsland. - Debuut van Lars Lundkvist (IK Skovbakken) en Henrik Agerbeck (KB Frederiksberg) voor Denemarken.                                  |              | |

### Veertiende ontmoeting
| Vriendschappelijk (Reykjavík, IJsland, 4 september 1991): |              | |
| IJsland | 0 – 0        | Denemarken |
| | goals        | |
| Bo Johansson | bondscoach   | Richard Møller Nielsen |
| Ólafur Gottskálksson Einar Páll Tómasson Atli Eðvaldsson Valur Valsson Sævar Jónsson Þorvaldur Örlygsson 88' Ólafur Þórðarson Sigurður Jónsson Hlynur Stefánsson 80' Arnór Guðjohnsen Eyjólfur Sverrisson | opstellingen | Troels Rasmussen Lars Olsen Kent Nielsen Marc Rieper 46' John Sivebæk Jakob Friis-Hansen John Jensen Kim Christofte 66' Per Frandsen Frank Pingel 46' Peter Møller |
| Arnar Grétarsson 80' Guðmundur Ingi Magnússon 88' | wissels      | 46' Henrik Larsen 46' Johnny Mølby 66' Heine Fernandez |
| - Debuut van Guðmundur Magnússon (Víkingur) voor IJsland. - Debuut van Peter Møller (AaB), Heine Fernandez (Silkeborg IF) en Frank Pingel (Brøndby) voor Denemarken.                                      |              | |

### Vijftiende ontmoeting
| WK 2002 kwalificatie (Reykjavik, IJsland, 2 september 2000): |              | |
| IJsland | 1 – 2        | Denemarken |
| Eyjólfur Sverrisson 10' | goals        | 26' Jon Dahl Tomasson 49' Morten Bisgaard |
| Atli Eðvaldsson | bondscoach   | Morten Olsen |
| Árni Gautur Arason Auðun Helgason 30' Pétur Marteinsson Eyjólfur Sverrisson Hermann Hreiðarsson Þórður Guðjónsson 71' Helgi Kolviðsson Rúnar Kristinsson Tryggvi Guðmundsson 71' Eiður Smári Guðjohnsen Ríkharður Daðason | opstellingen | Peter Schmeichel Thomas Helveg René Henriksen Thomas Gravesen Jan Heintze 75' Bjarne Goldbæk Brian Steen Nielsen 70' Morten Bisgaard 81' Dennis Rommedahl Ebbe Sand Jon Dahl Tomasson |
| Brynjar Björn Gunnarsson 30' Helgi Sigurðsson 71' Heiðar Helguson 71' | wissels      | 70' Claus Jensen 75' Allan Nielsen 81' Jan Michaelsen |
| Tryggvi Guðmundsson 49' | gele kaarten | 53' Jon Dahl Tomasson 63' Brian Steen Nielsen 82' Peter Schmeichel 90' Claus Jensen                                                                                                   |
| Brynjar Björn Gunnarsson 74' | rode kaarten | |
| - Debuut van Jan Michaelsen (AB København) voor Denemarken. |              | |

### Achttiende ontmoeting
| EK 2008 kwalificatie (Kopenhagen, Denemarken, 21 november 2007): |              | |
| Denemarken | 3 – 0        | IJsland |
| Nicklas Bendtner 34' Jon Dahl Tomasson 44' Thomas Kahlenberg 59' | goals        | |
| Morten Olsen | bondscoach   | Ólafur Johannessen |
| Thomas Sørensen William Kvist Per Krøldrup Ulrik Laursen Chris Sørensen Christian Poulsen Daniel Jensen Jon Dahl Tomasson Dennis Rommedahl 73' Nicklas Bendtner 85' Martin Jørgensen 54' | opstellingen | Árni Arason Grétar Steinsson 8' Kristján Sigurðsson Ragnar Sigurðsson Hermann Hreiðarsson Brynjar Gunnarsson 88' Veigar Gunnarsson Stefán Gíslason Teddy Bjarnason Gunnar Þorvaldsson 73' Emil Hallfreðsson |
| Thomas Kahlenberg 54' Simon Poulsen 73' Søren Larsen 85' | wissels      | 8' Sverrir Gardarsson 73' Eggert Jónsson 88' Ásgeir Ásgeirsson |
| Per Krøldrup 77' | gele kaarten | 40' Grétar Steinsson 68' Sverrir Gardarsson 68' Teddy Bjarnason 80' Stefán Gíslason |
| - Debuut van Sverrir Gardarsson (FH Hafnarfjörður) en Eggert Jónsson (Heart of Midlothian) voor IJsland.                                                                                 |              | |

DBU · A-internationals · Selecties · Bondscoaches · Deens vrouwenelftal · Olympisch elftal · Denemarken U21 · Denemarken U20 · Denemarken U19 · Denemarken U18 · Denemarken U17 · Denemarken U16 · Vrouwen U17
1908 – 1919 ·
1920 – 1929 ·
1930 – 1939 ·
1940 – 1949 ·
1950 – 1959 ·
1960 – 1969 ·
1970 – 1979 ·
1980 – 1989 ·
1990 – 1999 ·
2000 – 2009 ·
2010 – 2019 ·
2020 − 2029
EK's: 1964 · 
1984 · 
1988 · 
1992 · 
1996 · 
2000 · 
2004 · 
2012 · 
2020 · 
2024
WK's: 1986 · 
1998 · 
2002 · 
2010 · 
2018 · 
2022
OS: 1908 · 
1912 · 
1920 · 
1948 · 
1952 · 
1960 · 
1972 · 
1992 · 
2016
1908 · 
1909 · 
1910 · 
1911 · 
1912 · 
1913 · 
1914 · 
1915 · 
1916 · 
1917 · 
1918 · 
1919 · 
1920 · 
1921 · 
1922 · 
1923 · 
1924 · 
1925 · 
1926 · 
1927 · 
1928 · 
1929 · 
1930 · 
1931 · 
1932 · 
1933 · 
1934 · 
1935 · 
1936 · 
1937 · 
1938 · 
1939 · 
1940 · 
1941 · 
1942 · 
1943 · 
1944 · 
1946 · 
1947 · 
1948 · 
1949 · 
1950 · 
1952 · 
1952 · 
1953 · 
1954 · 
1955 · 
1956 · 
1957 · 
1958 · 
1959 · 
1960 · 
1961 · 
1962 · 
1963 · 
1964 · 
1965 · 
1966 · 
1967 · 
1968 · 
1969 · 
1970 · 
1971 · 
1972 · 
1973 · 
1974 · 
1975 · 
1976 · 
1977 · 
1978 · 
1979 · 
1980 · 
1981 · 
1982 · 
1983 · 
1984 · 
1985 · 
1986 · 
1987 · 
1988 · 
1989 · 
1990 ·
1991 · 
1992 · 
1993 · 
1994 · 
1995 · 
1996 · 
1997 · 
1998 · 
1999 · 
2000 · 
2001 · 
2002 · 
2003 · 
2004 · 
2005 · 
2006 · 
2007 · 
2008 · 
2009 · 
2010 · 
2011 · 
2012 · 
2013 · 
2014 · 
2015 · 
2016 · 
2017 · 
2018 ·
2019 ·
2020 ·
2021 ·
2022 ·
2023
Albanië ·
Algerije ·
Argentinië ·
Armenië ·
Australië ·
België ·
Bermuda ·
Bosnië en Herzegovina · 
Brazilië ·
Bulgarije ·
Canada ·
Chili ·
Cyprus ·
DDR ·
Duitsland ·
Ecuador ·
Egypte ·
Engeland ·
Estland ·
Faeröer · 
Finland · 
Frankrijk ·
Gambia ·
Georgië ·
Ghana ·
Gibraltar ·
GOS ·
Griekenland ·
Honduras ·
Hongarije ·
Hongkong ·
Ierland ·
IJsland ·
Indonesië ·
Iran ·
Israël ·
Italië ·
Japan ·
Joegoslavië ·
Kameroen ·
Kazachstan ·
Kosovo · 
Kroatië · 
Letland ·
Liechtenstein ·
Litouwen ·
Luxemburg ·
Malta ·
Marokko ·
Mexico ·
Moldavië · 
Montenegro · 
Nederland ·
Nederlandse Antillen ·
Nigeria ·
Noord-Ierland ·
Noord-Macedonië ·
Noorwegen ·
Oekraïne ·
Oostenrijk ·
Panama ·
Paraguay ·
Peru ·
Polen ·
Portugal ·
Roemenië ·
Rusland ·
San Marino ·
Saoedi-Arabië ·
Schotland ·
Senegal ·
Servië ·
Singapore ·
Slovenië ·
Slowakije ·
Sovjet-Unie ·
Spanje ·
Suriname ·
Thailand ·
Togo · 
Tsjechië ·
Tsjecho-Slowakije ·
Tunesië · 
Turkije · 
Uruguay ·
Verenigde Arabische Emiraten ·
Verenigde Staten ·
Wales ·
Wit-Rusland ·
Zuid-Afrika ·
Zuid-Korea ·
Zweden ·
Zwitserland
Argentinië (1995) · 
Australië (2018) ·
Australië (2022) · 
België (2021) · 
Duitsland (1992) · 
Duitsland (2012) · 
Engeland (2021) · 
Finland (2021) · 
Frankrijk (2002) · 
Frankrijk (2018) · 
Japan (2010) · 
Kameroen (2010) · 
Kroatië (2018) · 
Nederland (2010) · 
Nederland (2012) · 
Peru (2018) · 
Portugal (2012) · 
Rusland (2021) · 
Senegal (2002) · 
Tsjechië (2021) · 
Uruguay (2002) · 
Wales (2021)
KSÍ · A-internationals · Bondscoaches · Statistieken · IJslands vrouwenelftal · Olympisch elftal · IJsland U21 · IJsland U20 · IJsland U19 · IJsland U18 · IJsland U17 · IJsland U16 · Vrouwen U17
1946 – 1949 · 1950 – 1959 · 1960 – 1969 · 1970 – 1979 · 1980 – 1989 · 1990 – 1999 · 2000 – 2009 · 2010 – 2019 · 2020 − 2029
EK 2016
WK 2018
1946 · 1947 · 1948 · 1949 · 1950 · 1951 · 1952 · 1953 · 1954 · 1955 · 1956 · 1957 · 1958 · 1959 · 1960 · 1961 · 1962 · 1963 · 1964 · 1965 · 1966 · 1967 · 1968 · 1969 · 1970 · 1971 · 1972 · 1973 · 1974 · 1975 · 1976 · 1977 · 1978 · 1979 · 1980 · 1981 · 1982 · 1983 · 1984 · 1985 · 1986 · 1987 · 1988 · 1989 · 1990 · 1991 · 1992 · 1993 · 1994 · 1995 · 1996 · 1997 · 1998 · 1999 · 2000 · 2001 · 2002 · 2003 · 2004 · 2005 · 2006 · 2007 · 2008 · 2009 · 2010 · 2011 · 2012 · 2013 · 2014 · 2015 · 2016 · 2017 · 2018 · 2019 · 2020 · 2021 · 2022 · 2023 · 2024
Albanië ·
Andorra ·
Argentinië ·
Armenië ·
Azerbeidzjan ·
Bahrein ·
België ·
Bermuda ·
Bolivia ·
Bosnië en Herzegovina ·
Brazilië ·
Bulgarije ·
Canada ·
Chili ·
China ·
Cyprus ·
Denemarken ·
DDR ·
Duitsland ·
El Salvador ·
Engeland ·
Estland ·
Faeröer ·
Finland ·
Frankrijk ·
Georgië ·
Ghana ·
Griekenland ·
Guatemala ·
Honduras ·
Hongarije ·
Ierland ·
India ·
Iran ·
Israël ·
Italië ·
Japan ·
Kazachstan ·
Koeweit ·
Kosovo ·
Kroatië ·
Letland ·
Liechtenstein ·
Litouwen ·
Luxemburg ·
Malta ·
Mexico ·
Moldavië ·
Montenegro ·
Nederland ·
Nigeria ·
Noord-Ierland ·
Noord-Macedonië ·
Noorwegen ·
Oeganda ·
Oekraïne ·
Oostenrijk ·
Peru · 
Polen ·
Portugal ·
Qatar ·
Roemenië ·
Rusland ·
San Marino ·
Saoedi-Arabië ·
Schotland ·
Slovenië ·
Slowakije ·
Sovjet-Unie ·
Spanje ·
Trinidad en Tobago ·
Tsjechië ·
Tsjecho-Slowakije ·
Tunesië ·
Turkije ·
Venezuela ·
Verenigde Arabische Emiraten ·
Verenigde Staten ·
Wales ·
Wit-Rusland ·
Zuid-Afrika ·
Zuid-Korea ·
Zweden ·
Zwitserland
Argentinië (2018) ·
Engeland (2016) · 
Hongarije (2016) ·
Kroatië (2018) ·
Nigeria (2018) · 
Portugal (2016)